# Rustelozebenensyndroom
Het rustelozebenensyndroom (RBS), ook bekend onder de Engelse naam restless legs syndrome (RLS), is een ziektebeeld dat bestaat uit vervelende gevoelens in de benen, die vooral 's avonds optreden, net voor het slapengaan. Dit leidt tot de aandrang de benen te bewegen. Het rustelozebenensyndroom neemt meestal toe met de leeftijd, maar de aandoening kan ook maandenlang spontaan wegblijven.

## Ziektebeeld
Er treden vier symptomen op, die afhankelijk van de patiënt meer of minder sterk kunnen zijn:
1. Een drang om benen en armen te bewegen, vaak gepaard gaand met vervelende sensaties en gevoelsstoornissen in benen en armen.
2. De klachten worden erger in rust (zitten, liggen).
3. De drang neemt af zolang bewogen wordt.
4. De klachten zijn 's nachts het hevigst.

## Diagnose
Het stellen van de diagnose vereist een goede anamnese. Registratie van slaap in een laboratorium (polysomnografie) is voor een diagnose niet noodzakelijk, maar kan in sommige gevallen aanvullend toegepast worden: hiervoor worden tijdens slaap een selectie van EEG (hersenenactiviteit), EOG (oogbewegingen), EMG (spieractiviteit, meestal gemeten in het gezicht en aan de benen), ECG (hartspieractiviteit), ademactiviteit (neus en mond) en de hoeveelheid zuurstof in het bloed van de patiënt geregistreerd.

## Periodiek bewegen van ledematen
Een verschijnsel dat verwant is aan het rustelozebenensyndroom is het periodiek bewegen van ledematen (periodic limb movement disorder, PLMD, of myoclonus nocturnus genoemd). Dit zijn stereotiepe, herhaalde bewegingen van de benen (en soms de armen) gedurende non-remslaap. Het treedt vooral bij het rustelozebenensyndroom op, maar kan bijvoorbeeld ook bij narcolepsie en andere slaapstoornissen voorkomen. 80% van de patiënten met rusteloze benen blijkt ook PLMD te hebben.

## Oorzaken
Mogelijk zou het rustelozebenensyndroom veroorzaakt zijn door een relatief tekortschieten van de zenuwcellen die signalen doorgeven met dopamine, wellicht doordat de 'ontvangende' zenuwcellen er minder gevoelig voor worden. Er lijkt een erfelijke aanleg voor de aandoening te bestaan. De ijzerhuishouding is in een deel van de gevallen niet op orde.

## Behandeling
Deze paragraaf is gebaseerd op: C. Trenkwalder et al. (2001) en P. Satija et al. (2008).
Een secundaire oorzaak van het rustelozebenensyndroom zal uitgesloten moeten worden, bijvoorbeeld een tekort aan ijzer, anemie of nierfalen (uremie).

### Niet-medicamenteuze behandeling
Om te vinden wat bij een bepaalde patiënt helpt is een kwestie van uitproberen.
- Warm baden.
- Massage van de benen.
- Op de benen aanbrengen of afwisselend gebruiken van een hotpack of coldpack.
- Goed slapen (koele, rustige ruimte, steeds op dezelfde tijd naar bed gaan en opstaan). Er is echter een groep patiënten waarbij maatregelen die de slaap bevorderen het rustelozebenensyndroom juist verergeren.
- Lichaamsbeweging/sport, maar niet laat op de dag.
- Vermijden van cafeïne.
- Vermijden of verminderen van het gebruik van alcoholische dranken en roken.
- 's Avonds mentaal actief blijven. Verveling en loomheid voor het naar bed gaan kunnen het rustelozebenensyndroom verergeren.

Medicatie kan worden overwogen indien patiënten ten minste drie nachten per week last hebben.

### Pijnstillers
Vrij verkrijgbare pijnstillers zoals ibuprofen kunnen helpen bij lichte gevallen van het rustelozebenensyndroom.

### Dopaminerge middelen
Dopaminerge middelen zijn de eerste keuze bij matige tot ernstige gevallen van het rustelozebenensyndroom die niet reageren op niet-medicamenteuze maatregelen.
- levodopa met carbidopa (Sinemet, Duodopa)
- pergolide (Permax)
- bromocriptine (Parlodel)
- pramipexol (Mirapexin, Sifrol)
- ropinirole (Adartel, Requip)

Hierbij zijn pramipexol, ropinirol, en bromocriptine waarschijnlijk een betere keus dan de combinatie levodopa met carbidopa. Dit komt doordat bij de drie eerstgenoemde middelen de kans op verergering (een zogeheten paradoxaal effect) kleiner is, en de kans op terugkeer van de klachten kleiner is.

### Benzodiazepines
Voor patiënten met milde of periodiek optredende klachten is behandeling met (alleen) een benzodiazepine een optie.
- clonazepam (Rivotril)
- temazepam (Normison)
- alprazolam (Xanax)

### Opiaten
Opiaten zijn over het algemeen geen eerste keus behandeling en zouden slechts mogen worden toegepast bij ernstige therapieresistente vormen van het rustelozebenensyndroom met een belangrijke pijncomponent. Het risico op verslaving is aanwezig, zeker bij de sterk werkende opiaten zoals oxycodon.
- codeïne, voor patiënten met milde of periodiek optredende klachten.
- oxycodon (OxyContin, OxyNorm), deze en andere sterk werkende opiaten kunnen worden ingezet bij therapieresistente vormen van het rustelozebenensyndroom.

### Anti-epileptica
- gabapentine (Neurontin), ter behandeling van ernstige spierkrampen.